# Lonicera fragrantissima
El Xuclamel d’olor o Lonicera fragrantissima ès una planta caducifòlia o semi-persistent depenent del seu hàbitat, originària de la Xina. Ès molt utilitzada en ornamentació per les seves flors amb una agradable fragància. En unes certes zones on ha estat introduïda pot adaptar-se molt bé i arribar a presentar el risc de convertir-se en una planta invasora. Pot viure en zones de muntanya, interiors i costaneres però no en primera línia litoral. Encara que sigui originària de la Xina es pot trobar als Estats Units, Europa, l'est d'Austràlia i a Nova Zelanda.

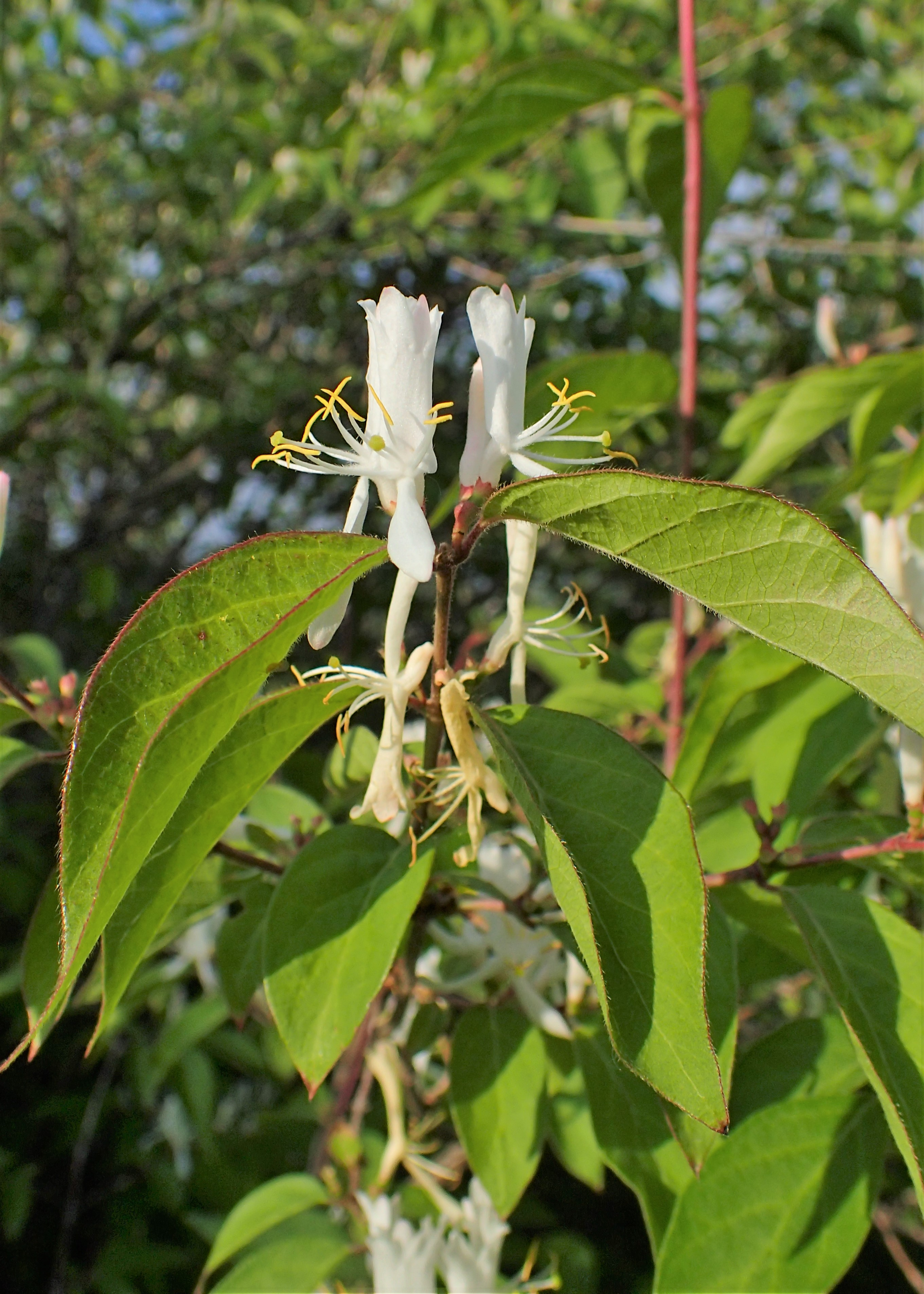
Lonicera fragrantissima

## Descripció
És un arbust que generalment creix d'1 a 3 metres però hi ha casos en els quals arriba als 5 metres d'altura. Sol créixer a plena llum del sol o en la semi-ombra. És extremadament resistent al fred, pot resistir fins i tot en temperatures de -30 °C. Pot créixer en sòls bastant pobres però sempre que no siguin molt àrids i estiguin ben drenats. No requereix de moltes cures, no és atacada per pestes o malalties i tolera bé la poda encara que no és realment necessària.
Les seves fulles són oposades verd fosc en el feix i verd una mica més blau en el revés. Fulles ovalades de 4 a 9 centímetres de llarg per uns 4.5 d'ample amb un pecíol curt.

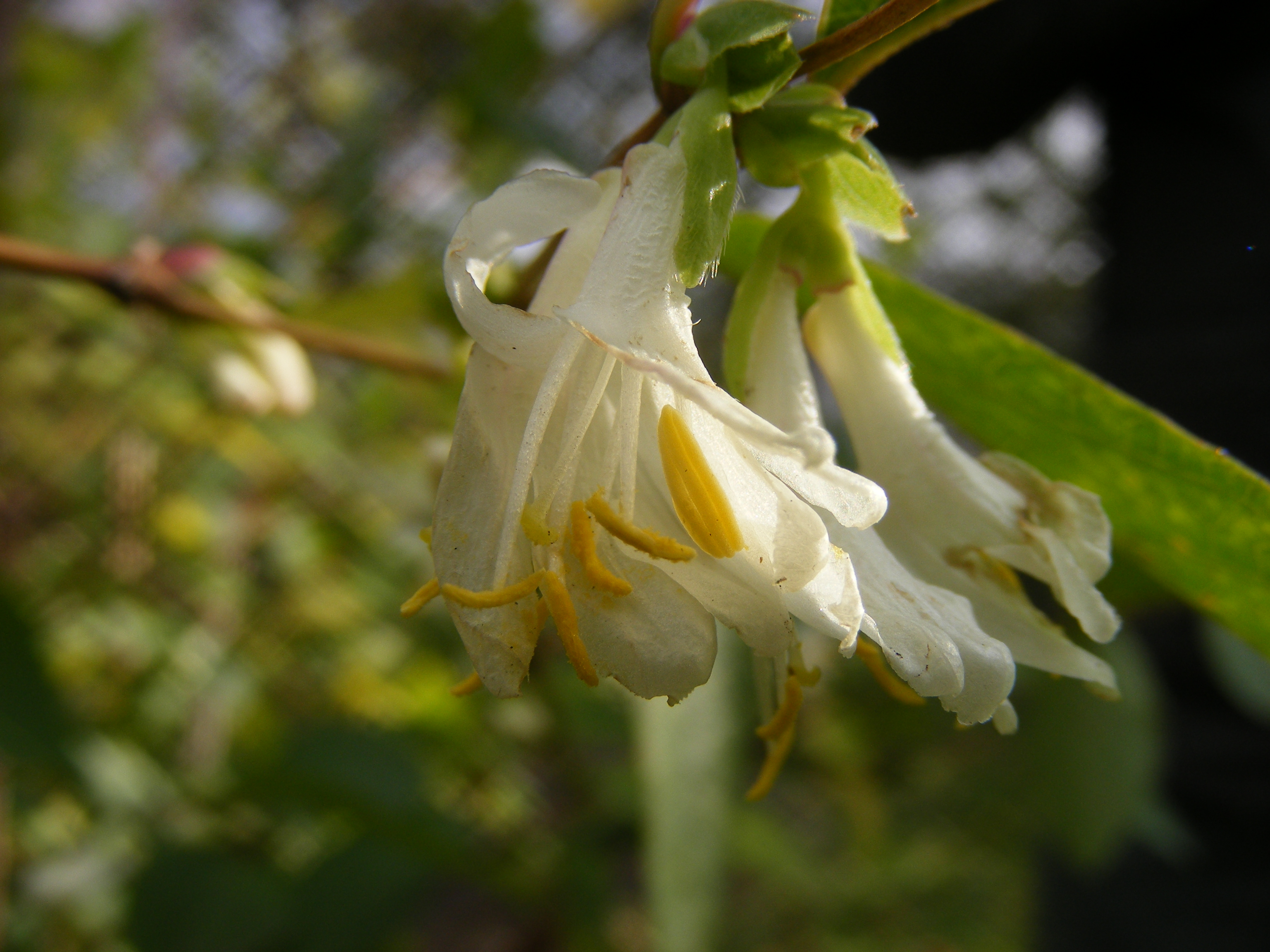
Flor

Les seves flors tubulars d'una tonalitat blanc crema, creixen en parells de 1cm de llarga cadascuna aproximadament. I aquestes alliberen una fragància que podria descriure's similar al gessamí en època de floració que generalment és de desembre a març.
Els seus fruits són vermells i arriben a tenir un centímetre de diàmetre, maduren a la fi de la primavera o al començament de l'estiu. Aquests fruits contenen les llavors per a la seva dispersió, són tòxics per als humans.